# 16 пута Бојан
„16 пута Бојан” је југословенска телевизијска серија снимљена 1986. године у продукцији Школског програма Телевизије Београд.

## Улоге
| Глумац            | Улога  |
| ----------------- | ------ |
| Растко Јанковић   | Дејан  |
| Бојана Маљевић    | Тијана |
| Борис Миливојевић | Бојан  |

Комплетна ТВ екипа ▼
| Редитељ | Зоран Поповић     |  |
| Уредник | Винка Матијашевић |  |

Сценариста Биљана Максић